# 富山輕軌

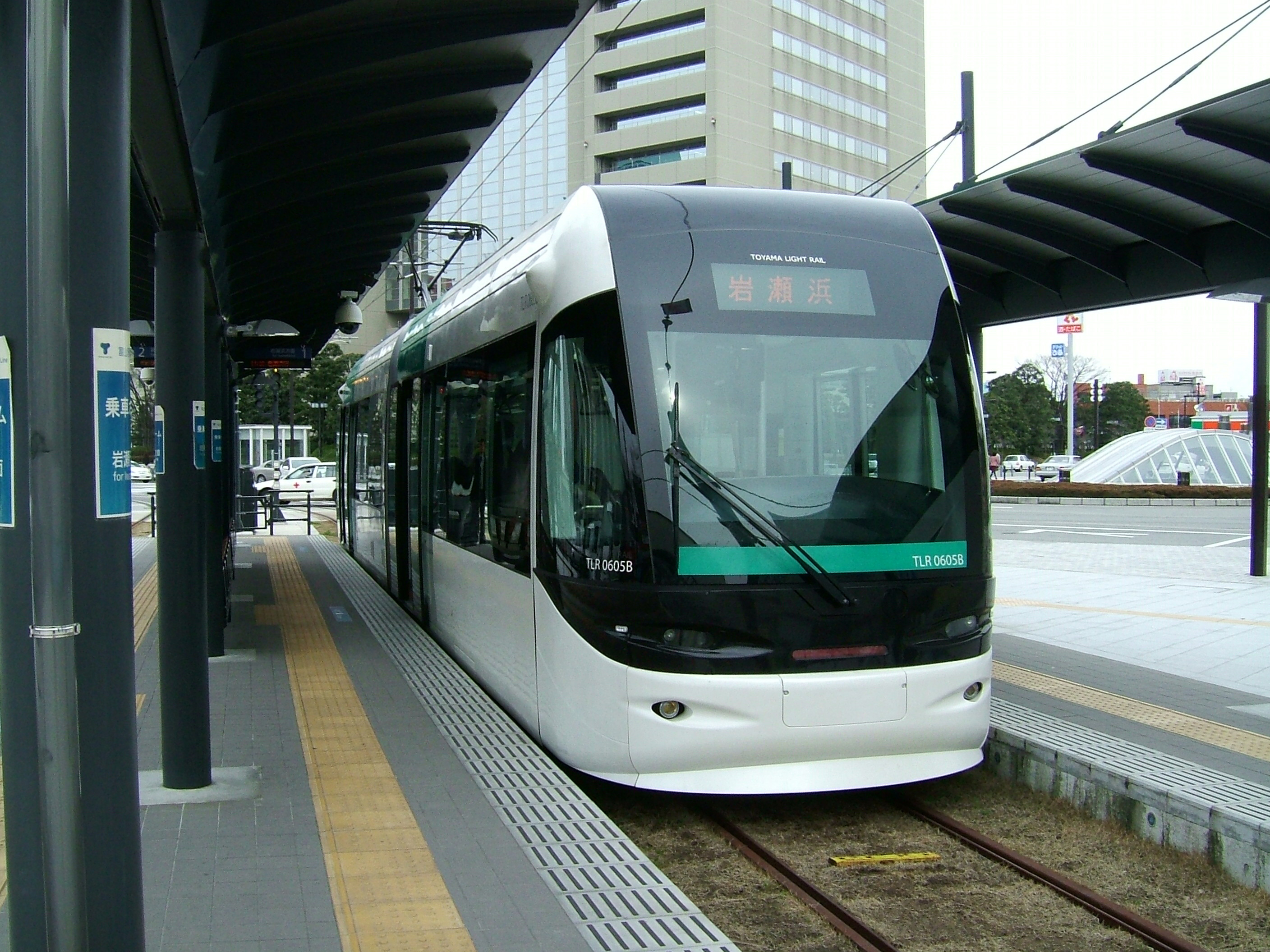
行駛在富山港線上的Portram TLR0600型電車（攝於富山車站北）

富山輕軌股份有限公司（日語：富山ライトレール株式会社），簡稱富山輕軌，是一家以日本富山縣富山市作為營運據點的第三部門輕軌運輸（路面電車）業者。以富山縣政府及富山市公所作為主要股東的富山輕軌是為了將接收自西日本旅客鐵道（JR西日本）的鐵路路線－富山港線輕軌化，而在2004年（平成16年）時特別設立。公司總部設於富山市城川原三丁目3番45號，緊鄰該公司所屬的城川原車站。
除了原有的輕軌運輸業務外，2006年（平成18年）起富山輕軌也開始進行連結自家輕軌車站的饋線公車（接駁公車）試營運，並於2007年（平成19年）起正式營運。
為實現與富山地方鐵道的路面電車一體化，富山輕軌於2020年2月22日度與富山地方鐵道合併，以富山地方鐵道為存續公司。兩公司位於富山車站南北兩側的輕軌路線，亦將於同年3月21日直式貫通。原來富山輕軌的「富山北站」亦將會廢站，統合在「富山站」路面電車站內。

## 路線
| 中文線名 | 日文線名 | 起點           | 終點     | 距離（公里） |
| -------- | -------- | -------------- | -------- | ------------ |
| 富山港線 |          | 富山站北停留場 | 岩瀨濱站 | 7.6          |

雖然根據相關都市計畫此路線被稱為「富山輕軌線」（富山ライトレール線），但因作為基礎母法的軌道法（規範路面電車與輕軌運輸事宜）與鐵道事業法（規範鐵路運輸事宜）中本路線仍保留原本鐵路路線時代的「富山港線」之名，因此實際正式名稱仍稱為富山港線。

## 車輛
TLR0600型
TLR0600是由知名工業設計師榮久庵憲司與他所率領的GK設計集團操刀設計，並由新潟運輸系統所製造的雙節超低底盤電車，在富山輕軌線啟用時同步導入。
透過公開的命名招募活動，富山輕軌將這批電車命名為「Portram」（ポートラム），是一個由「Port」（港）與「Tram」（路面電車）組合而成的新造字彙。另一方面，由富山地方鐵道所經營、自2015年開始與富山輕軌線連結營運的富山市內軌道線之環狀線部分，則被賦予了「Centram」（セントラム，是由「Central」與「Tram」組合的新字）的對等暱稱。

## 外部連結
- （日語）富山輕軌 （页面存档备份，存于）